# Roger Hallam (activiste)
Pour les articles homonymes, voir Roger Allam et Hallam.
Julian Roger Hallam, né le 4 mai 1966 (Royaume-Uni), est un activiste et militant britannique de l'environnement, cofondateur du mouvement Extinction Rebellion.

## Biographie
Selon ses propres déclarations, Roger Hallam s'est engagé dans des mouvements sociaux dès l'âge de quinze ans. Durant les années suivantes il a été militant dans de nombreux groupes pacifistes. 
Il a ensuite été agriculteur durant quinze ans dans une « ferme bio ». Il a plus particulièrement effectué des recherches sur le thème de la désobéissance civile au  King’s College de Londres.

## Militantisme
En 2016, Roger Hallam est membre d'un groupe d'activistes britanniques dénommé Rising Up! destiné à la protection de l'environnement par les moyens de l'action directe et la désobéissance civile. Ces activistes échouent dans leur tentative de stopper l'extension de l'aéroport de Londres-Heathrow,.
En avril 2018, il participe à une réunion avec une quinzaine de personnes dans un café durant laquelle il propose de créer un important mouvement de désobéissance civile. Extinction Rebellion est né de cette idée qui débute de façon plus officielle en octobre 2018, notamment lors du blocage des ponts à Londres.
À cause de son action menée contre l'extension de l'aéroport de Londres-Heathrow en utilisant un drone afin de perturber le trafic aérien, Roger Hallam a été placé en détention dans une prison britannique. Il a ensuite été entendu par vidéoconférence devant le tribunal d’Isleworth afin de vérifier son identité et devait être jugé le 17 février 2020,.

## Condamnation
En juillet 2024, Roger Hallam est condamné à cinq ans d'emprisonnement tandis que quatre autres militants de Just Stop Oil accusés le sont à des peines de quatre ans de prison après avoir bloqué en novembre 2022 une partie de l'autoroute M25 provoquant le chaos pendant quatre jours consécutifs et près de 51 000 heures de retard pour les conducteurs. Les personnes bloquées ont également manqué des vols, des rendez-vous médicaux et des examens. Les procureurs ont avancé que les manifestations ont entraîné un coût économique d'au moins 765 000 £, tandis que le coût pour la police métropolitaine a été estimé à plus de 1,1 million de £.

## Controverse
Dans un entretien accordé à l'hebdomadaire allemand Die Zeit en novembre 2019, Roger Hallam a déclaré que la Shoah n'était « qu'une simple connerie de plus dans l'histoire humaine » (en ajoutant « Le fait est que des millions de personnes dans notre histoire ont été régulièrement tuées dans des circonstances terribles »). Des propos qui ont suscité l'indignation de nombreuses personnalités, dont la branche allemande d'Extinction Rebellion qui a déclaré se désolidariser du cofondateur du mouvement,. Cette controverse fait suite à un précédent entretien polémique avec le même média, en septembre 2019, dans lequel il affirmait que « contrairement aux mouvements de gauche classiques, nous n'excluons personne. Même ceux qui pensent un peu de manière sexiste ou raciste peuvent nous rejoindre ».

## Publications
- (en) Roger Hallam, Common Sense for the 21st Century : Only Nonviolent Rebellion Can Now Stop Climate Breakdown and Social Collapse, 2019 (ISBN 9781527246744).
- (en) Collectif, This Is Not a Drill : An Extinction Rebellion Handbook, Penguin Books, 2019 (ISBN 9780141991443).